# Avesnes-les-Aubert
Pour les articles homonymes, voir Avesnes (homonymie) et Aubert.
Avesnes-les-Aubert est une commune française située dans le département du Nord, en région Hauts-de-France.
Avesnes-les-Aubert est une petite ville dont les habitants partageaient leur activité, au XIXe siècle et au début du XXe siècle et comme dans de nombreux villages du Cambrésis, entre l'agriculture, travail saisonnier dans les régions voisines, et le tissage à domicile de toiles fines. Avec les progrès de la mécanisation, les ateliers de tissage remplacèrent progressivement le travail à domicile. L'arrivée du chemin de fer marqua l'apogée du développement industriel, la population dépassant 5 000 habitants au début du XXe siècle. Avesnes-les-Aubert a conservé de solides traditions populaires et une culture politique ancrée à gauche.

## Géographie

### Localisation
Avesnes-les-Aubert est située dans le sud du département du Nord, approximativement entre Cambrai à 10 km à l'ouest-sud-ouest et Valenciennes à 20,7 km au nord-est, à vol d'oiseau. La commune est à 8,8 km de Caudry et 53,1 km de Lille.

### Communes limitrophes
| Rieux-en-Cambrésis | Villers-en-Cauchies     | Saint-Aubert              |
| Rieux-en-Cambrésis | Avesnes-les-Aubert      |                           |
| Carnières          | Boussières-en-Cambrésis | Saint-Hilaire-lez-Cambrai |

### Géologie et relief
Le Cambrésis repose sur des couches de calcaire du crétacé, elles-mêmes recouvertes de lœss et de limons accumulés par les vents, qui rendent le sol très fertile. C'est une terre à blé et à betteraves. Le paysage d'openfield domine la plus grande partie du pays.

### Hydrographie

#### Réseau hydrographique
La commune est située dans le bassin Artois-Picardie. Elle est drainée par l'Erclin, le Riot de Caudry et un autre petit cours d'eau,.
L'Erclin, d'une longueur de 34 km, prend sa source dans la commune de Maurois et se jette  dans l'Escaut canalisée à Thun-Saint-Martin, après avoir traversé 16 communes.
Le Riot de Caudry, d'une longueur de 11 km, prend sa source dans la commune de Caudry et se jette  dans l'Erclin à Rieux-en-Cambrésis, après avoir traversé six communes.

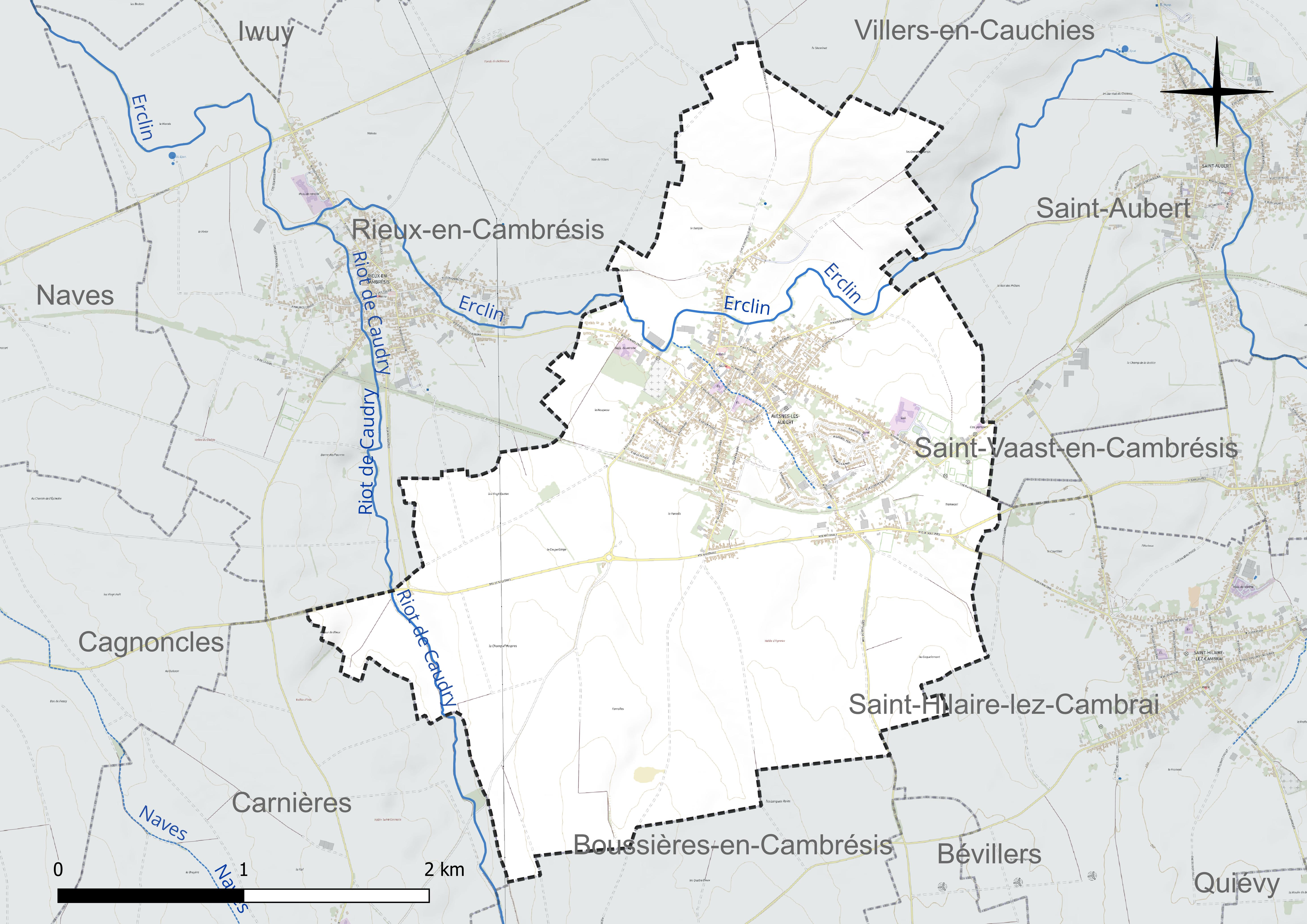
Réseau hydrographique d'Avesnes-les-Aubert.

#### Gestion et qualité des eaux
Le territoire communal est couvert par le schéma d'aménagement et de gestion des eaux (SAGE) « Escaut ». Ce document de planification concerne un territoire de 2 005 km2 de superficie, délimité par le bassin versant de l'Escaut. Le périmètre a été arrêté le 9 juin 2006 et le SAGE proprement dit a été approuvé le 13 juillet 2021. La structure porteuse de l'élaboration et de la mise en œuvre est le syndicat mixte Escaut et Affluents (SyMEA).
La qualité des cours d'eau peut être consultée sur un site dédié géré par les agences de l'eau et l'Agence française pour la biodiversité.

### Climat
Pour des articles plus généraux, voir Climat des Hauts-de-France et Climat du Nord.
En 2010, le climat de la commune est de type climat océanique dégradé des plaines du Centre et du Nord, selon une étude du CNRS s'appuyant sur une série de données couvrant la période 1971-2000. En 2020, Météo-France publie une typologie des climats de la France métropolitaine dans laquelle la commune est dans une zone de transition entre le climat océanique et le climat océanique altéré et est dans la région climatique Nord-est du bassin Parisien, caractérisée par un ensoleillement médiocre, une pluviométrie moyenne régulièrement répartie au cours de l'année et un hiver froid (3 °C).
Pour la période 1971-2000, la température annuelle moyenne est de 10,4 °C, avec une amplitude thermique annuelle de 15 °C. Le cumul annuel moyen de précipitations est de 720 mm, avec 12,3 jours de précipitations en janvier et 9,1 jours en juillet. Pour la période 1991-2020, la température moyenne annuelle observée sur la station météorologique la plus proche, située sur la commune de Valenciennes à 21 km à vol d'oiseau, est de 11,0 °C et le cumul annuel moyen de précipitations est de 694,1 mm,. Pour l'avenir, les paramètres climatiques de la commune estimés pour 2050 selon différents scénarios d'émission de gaz à effet de serre sont consultables sur un site dédié publié par Météo-France en novembre 2022.

### Voies de communication et transports
Avesnes-les-Aubert est située au croisement des routes départementales 74, 74A, 97 et 97B. La route départementale 942 de Cambrai au Quesnoy passe au sud de la ville.
La commune est desservie par quatre lignes du réseau CambrésiX, groupement composé de six entreprises de transport locales, vers Cambrai, Solesmes, Caudry, Denain et Haussy.
Les gares SNCF les plus proches sont celles de Caudry et de Cambrai.

## Urbanisme

### Typologie
Au 1er janvier 2024, Avesnes-les-Aubert est catégorisée petite ville, selon la nouvelle grille communale de densité à sept niveaux définie par l'Insee en 2022.
Elle appartient à l'unité urbaine d'Avesnes-les-Aubert, une unité urbaine monocommunale constituant une ville isolée,. Par ailleurs la commune fait partie de l'aire d'attraction de Cambrai, dont elle est une commune de la couronne,. Cette aire, qui regroupe 64 communes, est catégorisée dans les aires de 50 000 à moins de 200 000 habitants,.

### Occupation des sols
L'occupation des sols de la commune, telle qu'elle ressort de la base de données européenne d'occupation biophysique des sols Corine Land Cover (CLC), est marquée par l'importance des territoires agricoles (81,2 % en 2018), en diminution par rapport à 1990 (84,2 %). La répartition détaillée en 2018 est la suivante : 
terres arables (81,2 %), zones urbanisées (18,8 %). L'évolution de l'occupation des sols de la commune et de ses infrastructures peut être observée sur les différentes représentations cartographiques du territoire : la carte de Cassini (XVIIIe siècle), la carte d'état-major (1820-1866) et les cartes ou photos aériennes de l'IGN pour la période actuelle (1950 à aujourd'hui).

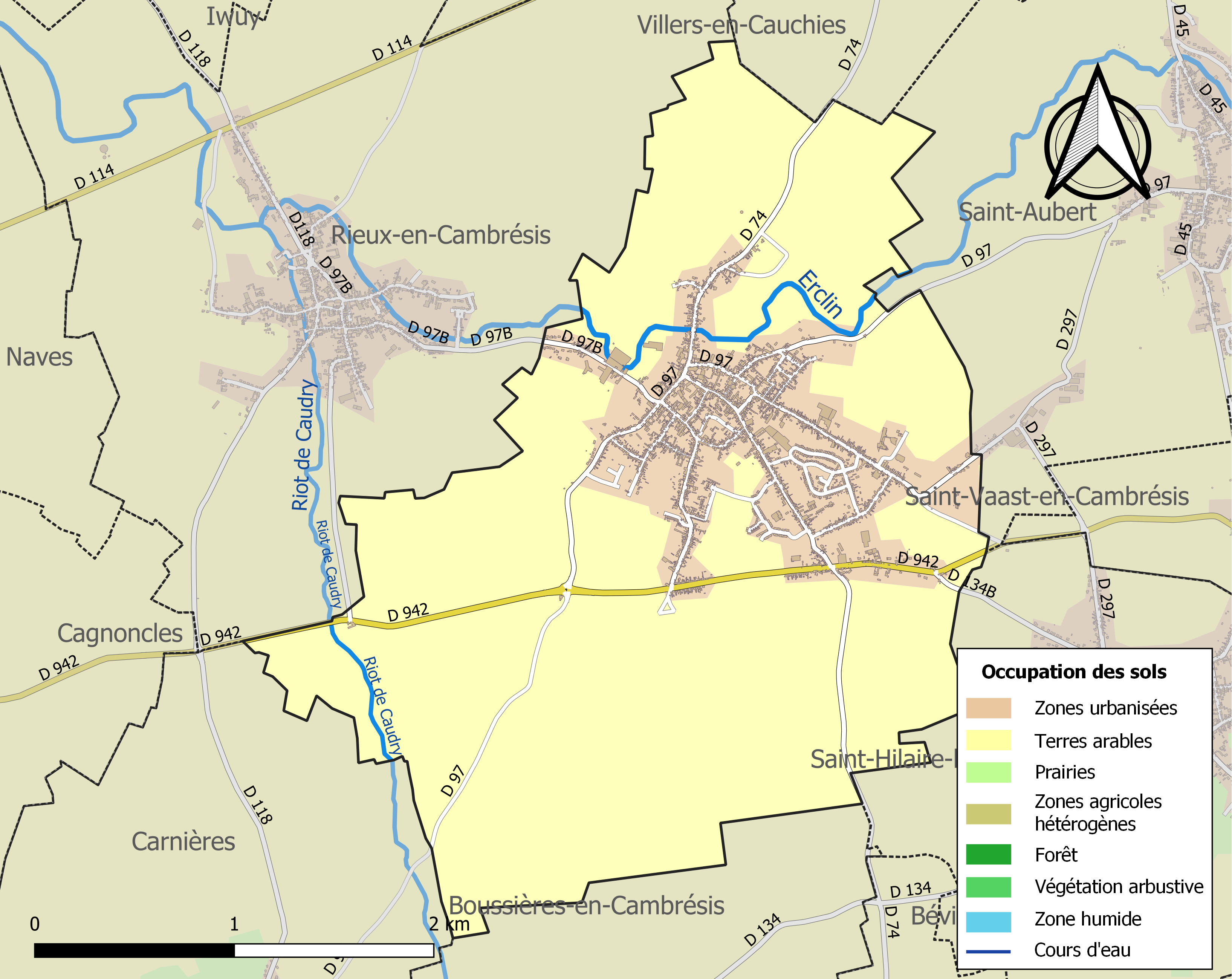
Carte des infrastructures et de l'occupation des sols de la commune en 2018 (CLC).

### Logement
En 2008, Avesnes-les-Aubert comptait 1 591 résidences principales, auxquelles s'ajoutaient 128 logements vacants, soit 8 % du total, et un faible nombre de résidences secondaires. Les maisons représentaient 97,4 % de l'ensemble des logements, pourcentage en augmentation par rapport au recensement de 1999 (95,2 %) et nettement supérieur à celui observé dans le département du Nord (68,6 %).
La part de résidences principales datant d'avant 1949 s'élevait à 56,6 %. Pour les constructions plus récentes, 25,7 % des logements dataient d'entre 1949 et 1974 et 17,7 % d'après 1975.

## Toponymie
Selon Eugène Mannier, la première mention du village remonte à 1180, sous le nom Avesnæ Oberti. On trouve ensuite Avesnæ Wauberti et Avesnes les Woubiert au XIIIe siècle, à nouveau Avesnæ Wauberti au XIVe siècle et Avesnes le Gobert sur la carte de Cassini.
Avesnes correspond à un type toponymique courant au nord du domaine d'oïl (voir Avesnes-Chaussoy).
Le déterminant complémentaire -Aubert fait référence au village voisin de Saint-Aubert, mais Oberti, Waubert et Gobert sembleraient plutôt se rapporter au nom d'un seigneur.

## Histoire
À l'époque gallo-romaine le lieu appartenait à la cité des Nerviens, dont la première capitale, Bavay, fut remplacée par Cambrai au IVe siècle.
Au XVe siècle, le village fut atteint par une épidémie de peste.

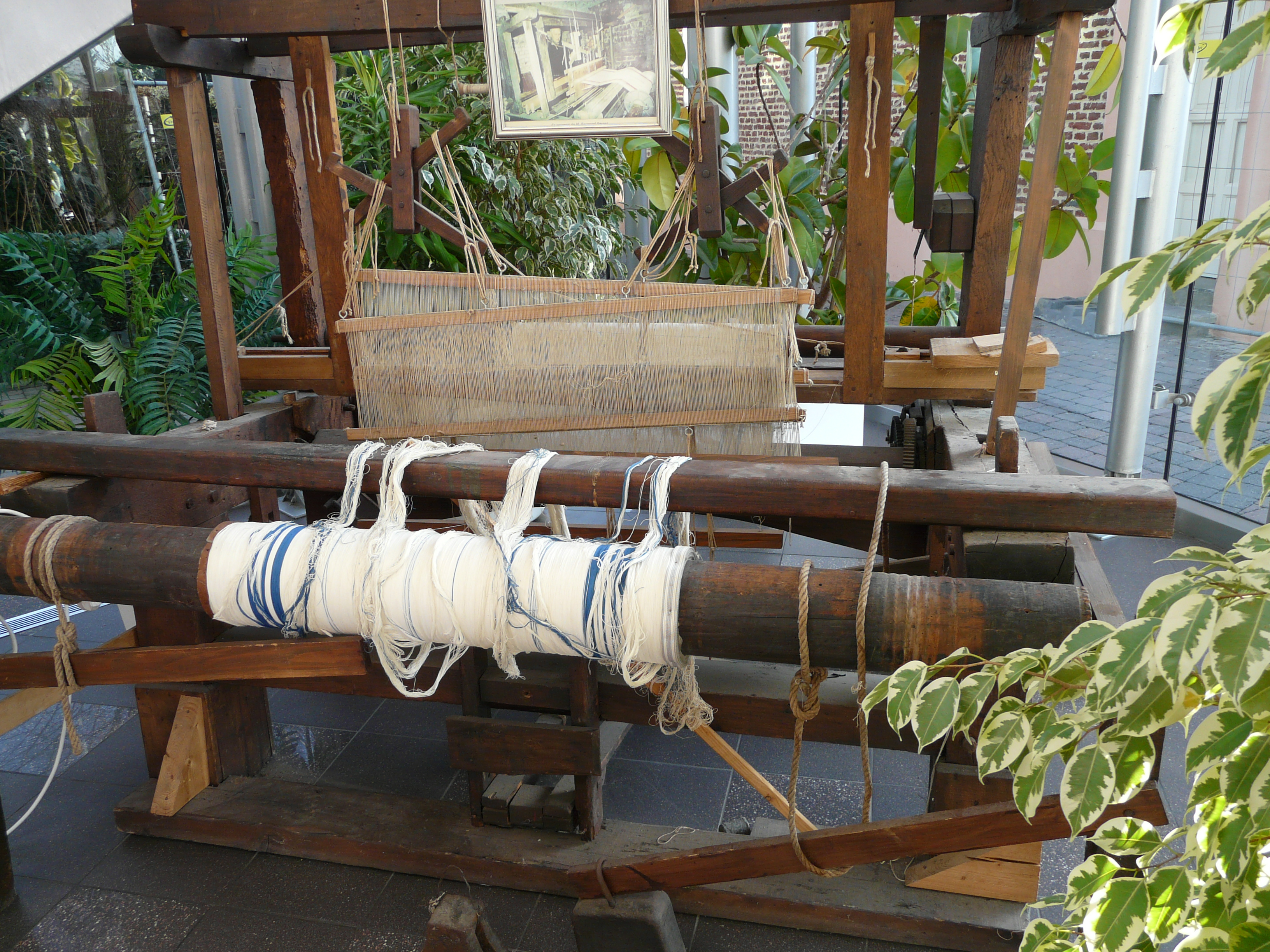
Métier à tisser exposé dans le hall de la mairie.

L'activité principale, comme dans de nombreux villages du Cambrésis, était le tissage à domicile, par les mulquiniers, de toiles fines, de batiste et de linon réputés. En 1789 la ville comptait 433 métiers à tisser, et en 1910 le tissage occupait 1 588 personnes. Ce travail était saisonnier et alternait avec les travaux des champs dans les départements voisins. Ces deux activités sont rappelés par la création des géants « Grind'Rasette » et « Tiot'Epoele », ainsi que par le livre Mémé Santerre, récit de la vie d'une tisseuse d'Avesnes-les-Aubert née à la fin du XIXe siècle.
Avesnes-les-Aubert était connu localement sous le nom de « Grand Village » probablement en raison sa superficie mais aussi de sa population, qui atteignit 5 052 habitants en 1910. Le tissage commença à être mécanisé au début du XXe siècle, et l'activité se concentra dans des ateliers. En 1954, la commune en comptait encore 13 qui employaient 612 ouvriers.
En juin 1872, l'Assemblée nationale décida la construction d'une ligne de chemin de fer de Cambrai à Dour, près de Mons en Belgique, passant par Avesnes-les-Aubert et Solesmes. Sa construction eut lieu dans la décennie suivante. En Belgique la ligne fut inaugurée en mai et juin 1882 jusqu'à la frontière. Après la gare de Bavay, elle se prolongeait vers Cambrai par Le Quesnoy et Avesnes. Cependant dès la déclaration de la guerre en 1914, le trafic international fut arrêté. Après la guerre la ligne souffrit de la concurrence du transport routier et de la crise des années 1930, et le coup de grâce lui fut porté par la Seconde Guerre mondiale. L'exploitation cessa en 1960 du côté belge.
C'est également en 1872 que la sucrerie d'Escaudœuvres nouvellement construite installa une râperie à Avesnes. Le propriétaire de la sucrerie avait imaginé d'envoyer le jus des betteraves sucrières par un réseau de canalisations vers l'usine, ce qui évitait le lent et coûteux transport des betteraves. Pendant la Première Guerre mondiale les Allemands utilisèrent la râperie comme grenier et dépôt de munitions, et la détruisirent en 1918.
Avesnes-les-Aubert possédait également une brasserie-malterie, probablement fondée vers 1920, qui produisit de la bière jusqu'en 1929, puis du malt. Elle cessa son activité en 1994 et fut détruite en 1997.

## Politique et administration
Avesnes-les-Aubert est située dans le canton de Carnières, qui compte 15 communes et plus de 18 000 habitants. La commune est également membre de la Communauté de communes du Caudrésis - Catésis, qui rassemble 46 communes et un peu plus de 64 000 habitants.

### Administration municipale
Le nombre d'habitants dans la commune lors du dernier recensement étant compris entre 3 500 et 4 999, le conseil municipal est composé de 27 membres conformément au Code général des collectivités territoriales.
À la suite des élections municipales de 2008, la composition du Conseil municipal d'Avesnes-les-Aubert est la suivante :
À la suite des élections municipales de 2014, la composition du Conseil municipal d'Avesnes-les-Aubert est la suivante :

### Tendances politiques et résultats
Le vote à Avesnes-les-Aubert favorise clairement les partis de gauche avant un basculement vers l'extrême droite à partir de 2017.

#### Élections présidentielles
Au deuxième tour de l'élection présidentielle de 2002, 76,27 % des électeurs ont voté pour Jacques Chirac (RPR), et 23,73 % pour Jean-Marie Le Pen (FN), avec un taux de participation de 77,88 %.
Au deuxième tour de l'élection présidentielle de 2007, 37,70 % des électeurs ont voté pour Nicolas Sarkozy (UMP), et 62,30 % pour Ségolène Royal (PS), avec un taux de participation de 80,74 %.
Au premier tour de l'élection présidentielle de 2012, les quatre candidats arrivés en tête à Avesnes-les-Aubert sont Jean-Luc Mélenchon (Front de gauche, 29,38 %), Marine Le Pen (FN, 24,69 %) François Hollande (PS, 23,11 %) et Nicolas Sarkozy (UMP, 14,4 %), avec un taux de participation de 81,69 %.
Au premier tour de l'élection présidentielle de 2017, les quatre candidats arrivés en tête sont Marine Le Pen (FN, 40,52 %), Jean-Luc Mélenchon (LFI, 27,97 %), Emmanuel Macron (REM, 12,21 %) et François Fillon (LR, 7,85 %) avec un taux de participation de 80,65 %.
Au premier tour de l'élection présidentielle de 2022, les quatre candidats arrivés en tête sont Marine Le Pen (RN, 45,88 %), Jean-Luc Mélenchon (LFI, 15,15 %), Emmanuel Macron (ENS, 13,81 %) et Fabien Roussel (PCF, 12,42 %) avec un taux de participation de 73,06 %.

#### Élections régionales
Au deuxième tour des élections régionales de 2010, 63,02 % des suffrages exprimés sont allés à la liste conduite par Daniel Percheron (PS), 14,96 % à celle de Valérie Létard (UMP), et 22,02 % à la liste FN de Marine Le Pen, pour un taux de participation de 51,01 %.

#### Élections départementales
Au premier tour des élections départementales de 2015, 52,99 % des électeurs ont voté pour Alexandre Basquin et Brigitte Lefèbvre (Front de gauche), 28,83 % pour Jean Danjou et Mélanie Disdier (FN-RBM), 9,57 % pour Delphine Bataille et Georges Flamengt (PS), et 8,68 % pour Guy Bricout et Anne-Sophie Lécuyer (Divers droite), avec un taux de participation de 58,66 %. Au second tour, Guy Bricout et Anne-Sophie Lécuyer arrivent en tête avec 51,04 % des voix, suivis de Jean Danjou et Mélanie Disdier (48,96 %). Le taux de participation était de 49.86 %.

#### Élections européennes
Aux élections européennes de 2009, les deux meilleurs scores à Avesnes-les-Aubert étaient ceux de la liste du Parti communiste français conduite par Jacky Hénin, qui a obtenu 279 suffrages soit 27,33 % des suffrages exprimés (département du Nord 8,01 %), et de la liste du Parti Socialiste conduite par Gilles Pargneaux, qui a obtenu 184 suffrages soit 18,02 % des suffrages exprimés (département du Nord 19,55 %), pour un taux de participation de 39,40 %.
Aux élections européennes de 2014, les quatre meilleurs scores à Avesnes-les-Aubert étaient ceux de la liste Rassemblement bleu Marine conduite par Marine Le Pen, qui a obtenu 36,62 % des suffrages exprimés, la liste du Front de gauche conduite par Jacky Hénin avec 33,98 %, la liste UMP conduite par Jérôme Lavrilleux avec 6,54 % et la liste UDI-MoDem conduite par Dominique Riquet avec également 6,54 % des suffrages, pour un taux de participation de 47,70 %.

#### Élections législatives
Au deuxième tour des élections législatives de 2007, 63,17 % des électeurs d'Avesnes-les-Aubert ont voté pour Christian Bataille (PS) (53,22 % dans la 22e circonscription du Nord), 36,83 % pour Marie-Sophie Lesne (UMP) (46,78 % dans la circonscription), avec un taux de participation de 61,64 % à Avesnes et de 67,59 % dans la circonscription.
Au deuxième tour des élections législatives de 2012, 66,35 % des électeurs ont voté pour Christian Bataille (PS) et 33,65 % pour Anne-Sophie Leveque (FN), avec un taux de participation de 52,27 %.
Au deuxième tour des élections législatives de 2017, 56,53 % des électeurs ont voté pour Gérard Philippe (FN) et 43,47 % pour Anne-Laure Cattelot (LREM), avec un taux de participation de 49,85 % (au niveau de la circonscription, 54,06 % pour LREM et 45,94 % pour le FN).
Au deuxième tour des élections législatives de 2022, 64,05 % des électeurs ont voté pour Michaël Taverne (RN) et 35,95 % pour Anne-Laure Cattelot (ENS) avec un taux de participation de 37,65 % (au niveau de la circonscription, 52,82 % pour le RN et 47,18 % pour ENS).

#### Élections municipales
Au deuxième tour des élections municipales de 2008 la liste « Avesnes Autrement » de Maryse Basquin-Santer (Divers gauche) a obtenu 41 % des suffrages et 20 élus, la liste « Rassemblement et Progrès » du maire sortant Jean-Claude Naveteur (PCF) 33,60 % et 4 élus, et la liste « Avesnes demain » de Didier Gauthiez (PS) 25,40 % et 3 élus, pour un taux de participation de 76,94 %.
Au second tour des élections municipales de 2014, la liste « Avesnes au cœur » conduite par Alexandre Basquin (Union de la gauche) a obtenu 64,88 % des suffrages exprimés et 23 élus, la liste « Avesnes renouveau » conduite par Rodolphe Châtelain (Divers gauche) 18,82 % et 2 élus, la liste « En marche pour demain » conduite par Marie-José Goffart (EÉLV-DVG) 15,16 % et 2 élus, et la liste « Continuons pour l'avenir d'Avesnes » conduite par la maire sortante, Maryse Basquin-Santer (Divers gauche), a obtenu 1,13 %. Le taux d'abstentions était de 24,79 %.
Au second tour des élections municipales de 2020, la liste « Avesnes au cœur » conduite par Alexandre Basquin (Union de la gauche) a obtenue 80,77 % des suffrages exprimés, la liste « Avesnes Génération(s) » conduite par Didier Ruelle (LDVC) 19,23 % pour un taux d'abstention de 40,52 %.

### Liste des maires
Maire en 1808 : Bury.
Maire en 1881 : Canonne.
| Période                                  | Période           | Identité                    | Étiquette | Qualité |
| ---------------------------------------- | ----------------- | --------------------------- | --------- | --- |
| 1802                                     | 1803              | P. Tacquet                  |           | |
| Les données manquantes sont à compléter. |                   |                             |           | |
| 1919                                     | 1927 (démission)  | Valéri Campener (1867-1938) | SFIO      | Ouvrier tisseur Conseiller général de Carnières (1907 → 1913) |
| 1927                                     | 1939              | François Coupez (1882-1957) | PC-SFIC   | Commerçant |
| Les données manquantes sont à compléter. |                   |                             |           | |
| 1950                                     | mars 1977         | Marcel Danjou               | PCF       | Maire honoraire, artisan |
| mars 1977                                | mars 1989         | Georges Cacheux             | PCF       | Sidérurgiste Conseiller général de Carnières (1967 → 1992) |
| mars 1989                                | juin 1995         | Pierre Moniez               | PS        | Ouvrier aux usines de Denain |
| juin 1995                                | mars 2008         | Jean-Claude Naveteur        | PCF       | Professeur d'histoire |
| mars 2008                                | mars 2014         | Maryse Basquin-Santer       | DVG       | Retraitée de l'Éducation nationale Vice-présidente de la CC du Caudrésis puis de la 4C, chargée du Tourisme                                                          |
| mars 2014                                | 1er décembre 2024 | Alexandre Basquin           | PCF       | Secrétaire départemental du PCF Vice-président de la 4C, chargé de l'Habitat, insalubrité et PLH Sénateur du Nord (2024 → ) Démissionnaire après son entrée au Sénat |
| 1er décembre 2024                        | En cours          | Laurent Maillard            | DVG       | Manipulateur en radiologie 1er adjoint au maire, délégué à la jeunesse, au sport et à la culture (2020 → 2025) Maire par intérim jusqu’au 19 janvier 2025            |

### Instances judiciaires et administratives
La ville d'Avesnes-les-Aubert est dans le ressort de la cour d'appel de Douai, du tribunal de grande instance, du tribunal d'instance et du conseil de prud'hommes de Cambrai, et à la suite de la réforme de la carte judiciaire engagée en 2007, du tribunal de commerce de Douai.

### Politique environnementale

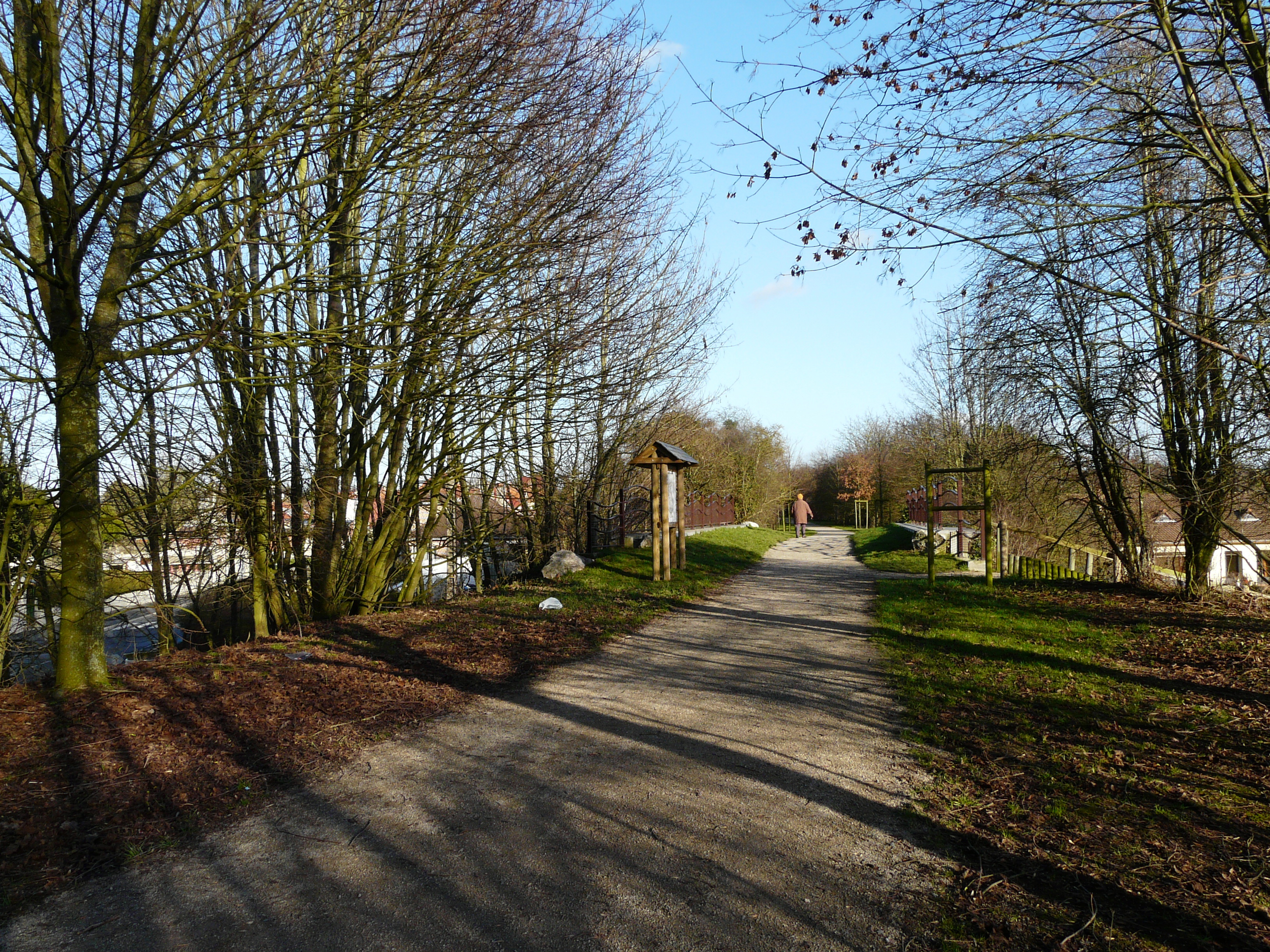
Circuit pédestre aménagé sur le tracé de l'ancienne voie ferrée.

La protection et la mise en valeur de l'environnement font partie des compétences de la communauté de communes du Caudrésis - Catésis. Ses « brigades vertes » interviennent sur le territoire de l'ensemble des communes pour la création et l'entretien des espaces verts, l'aménagement de l'espace rural, les plantations et l'abattage d'arbres.

### Jumelages
Au 12 janvier 2012, Avesnes-les-Aubert n'est jumelée avec aucune autre commune.

## Population et société

### Démographie
Les habitants sont nommés les Avesnois.

#### Évolution démographique
L'évolution du nombre d'habitants est connue à travers les recensements de la population effectués dans la commune depuis 1793. Pour les communes de moins de 10 000 habitants, une enquête de recensement portant sur toute la population est réalisée tous les cinq ans, les populations de référence des années intermédiaires étant quant à elles estimées par interpolation ou extrapolation. Pour la commune, le premier recensement exhaustif entrant dans le cadre du nouveau dispositif a été réalisé en 2007.

En 2022, la commune comptait 3 584 habitants, en évolution de −1,38 % par rapport à 2016 (Nord : +0,51 %, France hors Mayotte : +2,11 %).
| 1793  | 1800  | 1806  | 1821  | 1831  | 1836  | 1841  | 1846  | 1851  |
| ----- | ----- | ----- | ----- | ----- | ----- | ----- | ----- | ----- |
| 2 047 | 1 861 | 2 053 | 2 444 | 2 535 | 2 553 | 2 803 | 2 893 | 2 785 |

| 1856  | 1861  | 1866  | 1872  | 1876  | 1881  | 1886  | 1891  | 1896  |
| ----- | ----- | ----- | ----- | ----- | ----- | ----- | ----- | ----- |
| 2 951 | 3 228 | 3 317 | 3 682 | 3 972 | 3 920 | 4 317 | 4 574 | 4 702 |

| 1901  | 1906  | 1911  | 1921  | 1926  | 1931  | 1936  | 1946  | 1954  |
| ----- | ----- | ----- | ----- | ----- | ----- | ----- | ----- | ----- |
| 4 905 | 4 937 | 5 052 | 4 471 | 4 631 | 4 457 | 4 420 | 4 165 | 4 098 |

| 1962  | 1968  | 1975  | 1982  | 1990  | 1999  | 2006  | 2007  | 2012  |
| ----- | ----- | ----- | ----- | ----- | ----- | ----- | ----- | ----- |
| 4 426 | 4 355 | 4 256 | 4 031 | 3 848 | 3 592 | 3 706 | 3 720 | 3 598 |

| 2017  | 2022  | - | - | - | - | - | - | - |
| ----- | ----- | - | - | - | - | - | - | - |
| 3 640 | 3 584 | - | - | - | - | - | - | - |

#### Pyramide des âges
La population de la commune est relativement jeune.
En 2018, le taux de personnes d'un âge inférieur à 30 ans s'élève à 35,0 %, soit en dessous de la moyenne départementale (39,5 %). À l'inverse, le taux de personnes d'âge supérieur à 60 ans est de 26,1 % la même année, alors qu'il est de 22,5 % au niveau départemental.
En 2018, la commune comptait 1 785 hommes pour 1 853 femmes, soit un taux de 50,93 % de femmes, légèrement inférieur au taux départemental (51,77 %).
Les pyramides des âges de la commune et du département s'établissent comme suit.
| Hommes | Classe d’âge | Femmes |
| ------ | ------------ | ------ |
| 0,3    | 90 ou +      | 1,8    |
| 5,8    | 75-89 ans    | 10,2   |
| 15,9   | 60-74 ans    | 18,0   |
| 20,9   | 45-59 ans    | 17,9   |
| 20,7   | 30-44 ans    | 18,3   |
| 16,9   | 15-29 ans    | 15,4   |
| 19,5   | 0-14 ans     | 18,4   |

| Hommes | Classe d’âge | Femmes |
| ------ | ------------ | ------ |
| 0,5    | 90 ou +      | 1,4    |
| 5,3    | 75-89 ans    | 8,1    |
| 14,8   | 60-74 ans    | 16,2   |
| 19,1   | 45-59 ans    | 18,4   |
| 19,5   | 30-44 ans    | 18,7   |
| 20,7   | 15-29 ans    | 19,1   |
| 20,2   | 0-14 ans     | 18     |

### Enseignement
Avesnes-les-Aubert est rattachée à la circonscription de Cambrai-nord de l'inspection académique du Nord dans l'académie de Lille.
La commune gère l'école maternelle Danièle-Casanova et l'école primaire Joliot-Curie.
Le département du Nord gère le collège Paul-Langevin.

### Santé
La population d'Avesnes-les-Aubert dispose de plusieurs praticiens médicaux et paramédicaux ainsi que de commerces de la santé : optique, pharmacies, matériel médical. La maison de retraite « Le Bois d'Avesnes » est un établissement d'hébergement pour personnes âgées dépendantes privé à but non lucratif.

### Sports
Les équipements sportifs de la commune comprennent le stade municipal, consacré au football, et le stade Marcel-Danjou, du nom d'un maire de la commune, où sont regroupés deux terrains de tennis découverts, un terrain de basketball / handball, un terrain de football d'honneur et un terrain de football secondaire, un boulodrome et un clubhouse. La commune compte plusieurs associations sportives dans des domaines variés, dont « l'Olympique Club avesnois », « les Godillots avesnois » qui proposent marche, yoga et VTT, « l'Espoir », association colombophile et « Allez VA », le club des supporters du Valenciennes Football Club et de l'équipe locale.

### Cultes
Les Avesnois disposent d'un lieu de culte catholique, l'église Saint Rémi, qui fait partie de la paroisse Bienheureux Carl en Cambrésis dans le diocèse de Cambrai.

## Économie

### Revenus de la population et fiscalité
En 2010, le revenu fiscal médian par ménage était de 23 314 €, ce qui plaçait Avesnes-les-Aubert au 26 010e rang  parmi les 31 525 communes de plus de 50 ménages en métropole.

### Emploi
Avesnes-les-Aubert se trouve dans le bassin d'emploi du Cambrésis. L'agence Pôle emploi pour la recherche d'emploi la plus proche est localisée à Cambrai.
En 2008, la population d'Avesnes se répartissait ainsi : 69,2 % d'actifs, ce qui est inférieur au 71,6 % d'actifs de la moyenne nationale et 8,7 % de retraités, un chiffre légèrement supérieur au taux national de 8,5 %. Le taux de chômage était de 12,0 % contre 15,9 % en 1999.

### Entreprises et commerces
Au 31 décembre 2009, Avesnes-les-Aubert comptait 159 établissements.
Répartition des établissements par domaines d'activité au 31 décembre 2009
|                             | Ensemble | Agriculture | Industrie | Construction | Commerce | Services |
| --------------------------- | -------- | ----------- | --------- | ------------ | -------- | -------- |
| Nombre d'établissements     | 159      | 8           | 10        | 12           | 86       | 43       |
| %                           | 100 %    | 5,0 %       | 6,3 %     | 7,5 %        | 54,1 %   | 27,0 %   |
| Sources des données : INSEE |          |             |           |              |          |          |

## Culture locale et patrimoine

### Lieux et monuments

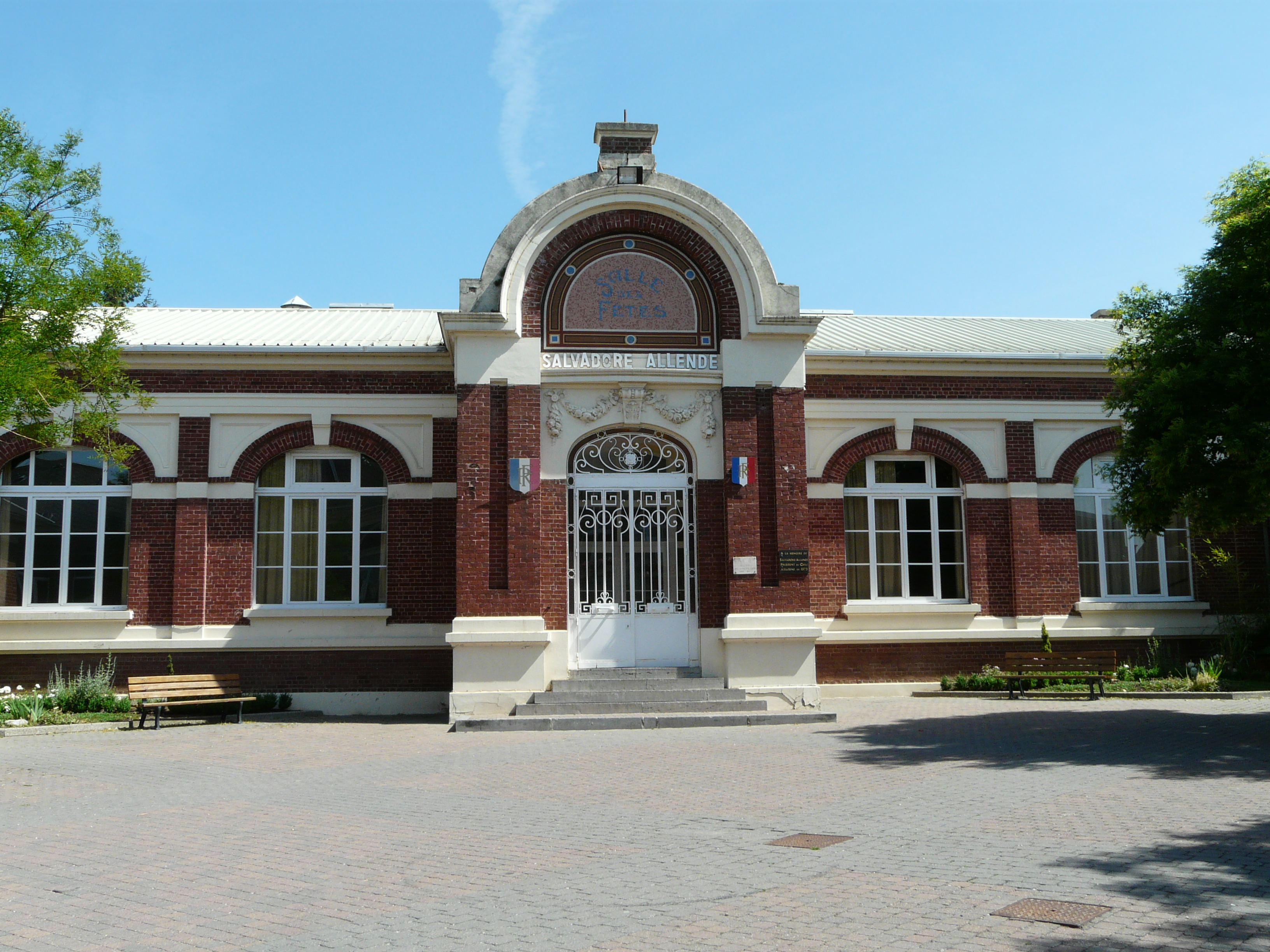
La salle des fêtes Salvador Allende.

L'hôtel de ville a été terminé en 1902, remplaçant une mairie devenue trop petite. Il était également destiné à loger les instituteurs. En 1901 Avesnes comptait près de 5 000 habitants. L'hôtel de ville a été endommagé par un incendie en 1991 et les travaux de remise en état ont été terminés en 1993. La façade de la mairie a été conservée et l'intérieur du bâtiment réaménagé.
L'église Saint-Rémy fut agrandie à partir de 1732, et à nouveau de 1890 à 1892. Pendant la Première Guerre mondiale, les cloches furent emportées et fondues par l'occupant allemand. Le 10 octobre 1918, au cours de l'offensive britannique de la deuxième bataille de Cambrai, le clocher fut détruit, probablement par l'artillerie allemande.
La maison du patrimoine d'Avesnes-lez-Aubert a été inaugurée en février 2000. Elle rassemble et expose des témoignages de la vie de la commune au XIXe siècle consacrés principalement à l'agriculture, au tissage et à la vie quotidienne, ainsi que des objets en rapport avec les deux guerres mondiales et la résistance.
La chapelle Sainte Philomène date de 1841 et fut construite à la suite d'une épidémie de choléra dont furent victimes des habitants du village en 1832.
L'ancienne brasserie-malterie connue sous les noms de « brasserie-malterie l'Union », puis « malterie Chevalier Martin », puis « malteries franco-belges », dont la fondation en 1920 est datée de source orale, a produit de la bière jusqu'en 1929, puis du malt. Elle a été détruite en 1995 et est inscrite à l'inventaire du patrimoine culturel.

### Patrimoine culturel

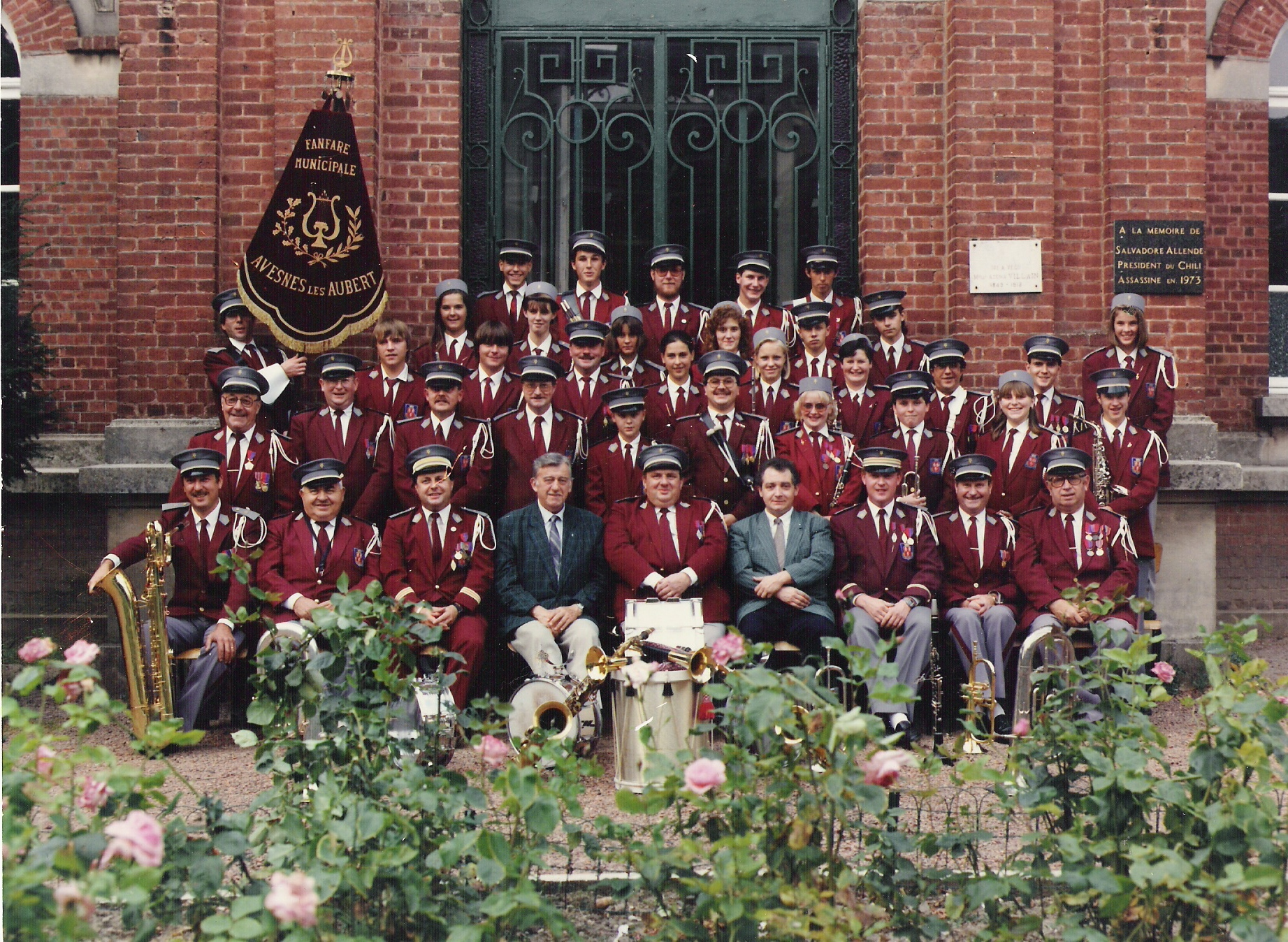
L'harmonie-batterie municipale en 1991.

En 1985 la commune s'est dotée de deux géants, « Grind'Rasette » et « Tiote Epoelle » respectivement betteravier et tisseuse, qui symbolisent les deux activités principales de la région au début du XXe siècle. Ces géants, réalisés par des élèves du collège Paul-Langevin, ont été laissés à l'abandon pendant plusieurs années avant d'être ressuscités en 2008 par l'association « Y s'ron toudi là »,.
Créée en 1877, l'Harmonie Batterie Municipale d'Avesnes-Les-Aubert a toujours tenu une place importante dans la vie de la commune, et a participé à de nombreux festivals. Elle dispense également des cours de solfège et d'instruments.
L'association Arts et Culture Loisirs pour Tous promeut des spectacles (concerts, groupes folkloriques, variétés, théâtre patoisant) et des expositions.
La chorale Arpège est un groupe de choristes amateurs qui s'accompagne de divers instruments et dont le répertoire inclut les grands noms de la chanson française. Le groupe Emmanuel est la chorale paroissiale.
Mémé Santerre est le récit autobiographique mis en forme par Serge Grafteaux d'une ouvrière tisseuse d'Avesnes-les-Aubert, de son vrai nom Marie-Catherine Gardez, née en 1891 et épouse d'Auguste Santer (ou Santerre).

### Personnalités liées à la commune

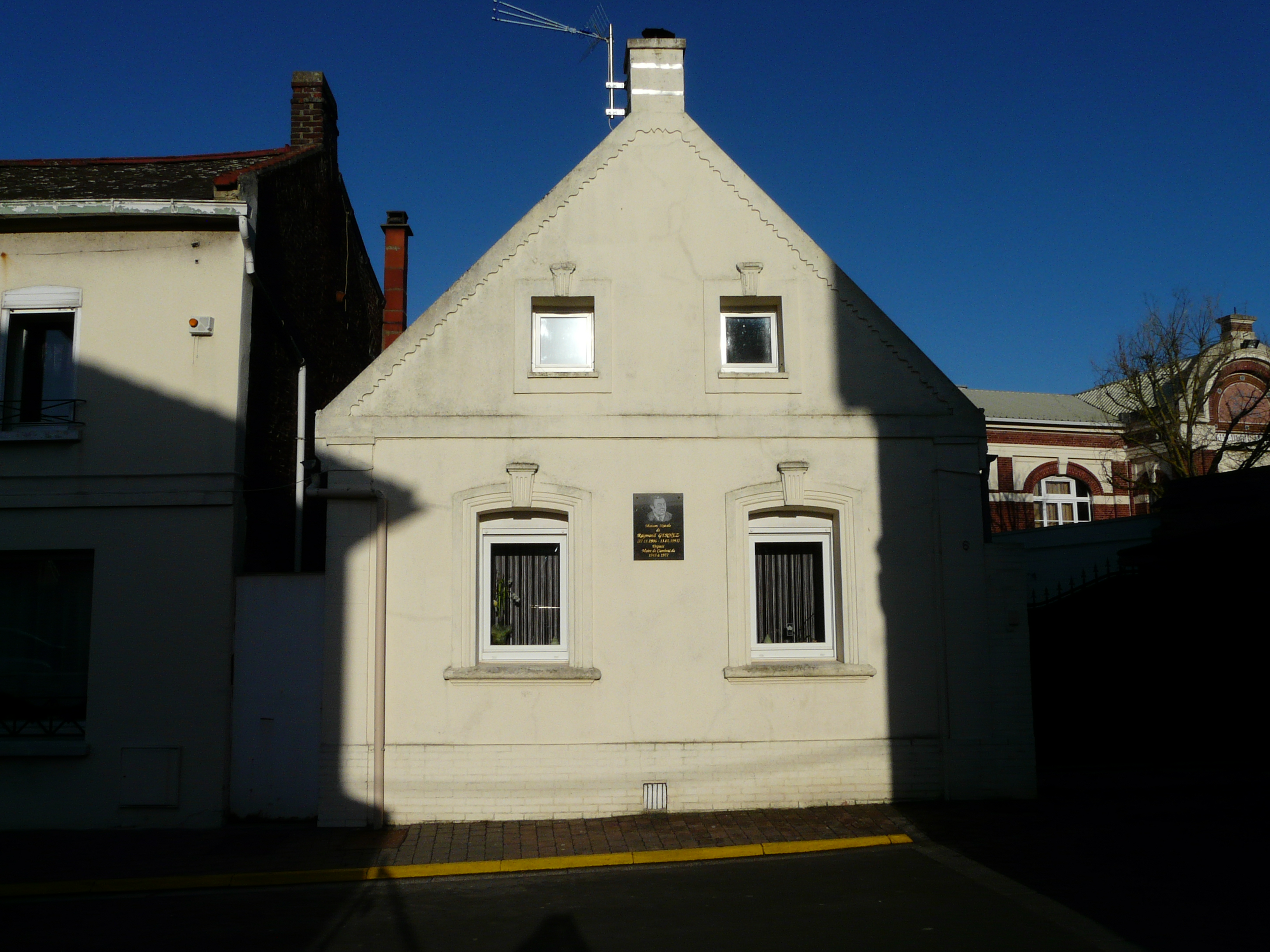
La maison natale de Raymond Gernez à Avesnes-les-Aubert.

- André Parsal, (1900 - 1967, de son vrai nom André Puech, ouvrier agricole, syndicaliste, député communiste français, puis responsable d'un mouvement de collaboration pendant la période de l'Occupation, il fut responsable du syndicat régional unitaire d'Avesnes-les-Aubert regroupant les saisonniers du Cambrésis en 1933.
- Raymond Gernez, (1906 - 1991), homme politique et résistant, né à Avesnes-les-Aubert, mort à Cambrai
- Gustave Pezin, historien local.
- André Gernez, (1923-2014), médecin, biologiste, né à Avesnes-les-Aubert et mort à Roubaix.
- Raymond Gernez (1912-2000) homonyme de l'homme politique, fut le dernier tisserand actif (« mulquinier ») de la commune, nommé chevalier dans l'ordre des Palmes Académiques en mars 1990 pour avoir exposé son métier à tisser et fait des démonstrations dans différents établissements scolaires dans les années 1980 à travers le Nord-Pas-de-Calais.

### Héraldique
|  | Les armes d'Avesnes-les-Aubert se blasonnent ainsi : « De gueules, à trois lions d'argent couronnés d'or. Ce sont celles de la famille d'Esclaibes, qui possédait la seigneurie d'Avesnes-les-Aubert |

## Pour approfondir